# Charles Lucien Bonaparte
Charles Lucien Jules Laurent Bonaparte, född 24 maj 1803 i Paris, död 29 juli 1857 i Paris, var en fransk naturforskare och ornitolog. Han var prins av Musignano och Canino, son till Lucien Bonaparte och därmed brorson till kejsar Napoleon I.

## Biografi
Bonaparte växte upp i Rom där hans far Lucien var en passionerad republikan och agitator mot kejsardömet. 1810, mitt under Napoleonkrigen, lämnade familjen Italien för att emigrera till Amerika men kom istället till England där de stannade i fyra år. Här studerade Charles-Lucien engelska och zoologi. 
Den 29 juni 1822 gifte han sig i Bryssel med sin kusin Zénaïde Laetitia Julie Bonaparte, dotter till Joseph Bonaparte och genom sin mor, född Clary, kusin till Sveriges och Norges kung Oscar I, och därefter reste de till Amerika för att bosätta sig i Bordentown, New Jersey. Redan före avfärden från Europa hade han upptäckt en tidigare okänd fågel nämligen kaveldunsångaren (Acrocephalus melanopogon), som beskrevs 1823 av Temminck. Bonaparte fångade också in ett exemplar av havslöpare (Oceanites oceanicus) på sin resa över till Förenta Staterna. Väl framme la han fram dokumentation om fågeln men han blev förekommen av den tyske ornitologen Heinrich Kuhl som två år tidigare beskrivit arten. Däremot används Bonapartes engelska artnamn, Wilson's Storm-Petrel efter ornitologen Alexander Wilson.
Bonaparte tog sig an att uppdatera Wilsons American Ornithology, och den nya upplagan publicerades mellan 1825 och 1833. Han kom att samarbeta med den då okända ornitologen John James Audubon och 1824 försökte han få Audubon invald i den amerikanska Academy of Natural Sciences, men ornitologen George Ord satte sig emot detta beslut.
1826 flyttade han tillsammans med sin familj tillbaka till Europa. Han besökte Tyskland, där han träffade Philipp Jakob Cretzschmar, och England, där han träffade John Edward Gray som då var verksam på British Museum. I England kom han också att återse Audubon. 
1828 bosatte sig familjen i Rom, där han bland annat skrev ett arbete om komparativ (jämförande) zoologi och mellan 1832 och 1841 publicerade han sitt arbete Iconografia della Fauna Italica om Italiens djurliv. 1849 blev han landsförvisad från Italien för sin inblandning i den italienska republikanska pronationalistiska rörelsen, och han dog 54 år gammal i Paris 1857.
Under sitt liv beskrev han 181 fågelarter och han har bland annat förärats med att ha fått ge namn åt Bonaparte's Gull, det vill säga trädmås (Larus philadelphia).
Bonaparte invaldes 1855 som utländsk ledamot av Kungliga Vetenskapsakademien.
Av Bonapartes söner märks:
- Joseph Bonaparte (1824-1865), motståndare till den revolutionära rörelsen i Rom,
- Lucien Bonaparte (1828-1895), framstående medlem av kardinalkollegiet,
- Napoléon Bonaparte (1839-1899) som gick i fransk krigstjänst och 1859 gifte sig med prinsessan Marie Christine av Ruspoli och var den enda av hans söner som fick barn.

Av Bonapartes döttrar blev fem gifta medlemmar av den italienska och den franska aristokratin.
Auktorsnamnet Bonaparte kan användas för Charles Lucien Bonaparte i samband med ett vetenskapligt namn inom zoologin; se Wikipedia-artiklar som länkar till auktorsnamnet.